# Malá voda (přítok Bíliny)
Malá voda (též Květnovský potok) je drobný vodní tok v Krušných horách v okrese Chomutov. Je dlouhý 5,3 km, plocha jeho povodí měří 5,9 km² a průměrný průtok v ústí je 0,05 m³/s. Správcem toku je státní podnik Povodí Ohře.
Potok pramení necelý jeden kilometr západně od vesnice Radenov v nadmořské výšce kolem 750 metrů. Teče na jihovýchod a je jedním ze dvou přítoků rybníka jižně od Květnova. Z rybníka vytéká směrem na severovýchod, po 700 metrech se stáčí k jihovýchodu a po necelých dvou kilometrech se v nadmořské výšce 460 metrů vlévá do vodní nádrže Jirkov jako levostranný přítok Bíliny. Na ostrohu nad levým břehem u ústí do přehrady se nachází zbytky hradu Najštejn.